# Watashi no tame ni nuginasai!
Watashi no tame ni nuginasai! (わたしのために脱ぎなさいっ！? lett. "Spògliati per me!") è un manga scritto e disegnato da Kurō. Dopo essere stato pubblicato come one-shot nel numero di febbraio 2018 di Comic Cune, edito da Kadokawa, è stato trasformato in una serie per la stessa rivista a partire dal 27 aprile 2018.

## Trama
Shizuku Ninose è una timida studentessa liceale e una disegnatrice professionista di manga per adulti. Malgrado la sua prima opera sia stata ben recepita, l'unidimensionalità dei personaggi provocata dalla mancanza di materiale di riferimento la sta mettendo a repentaglio. Quando però Shizuku s'imbatte nella sua compagna di classe Kokona Shirakawa, una ragazza ingenua dal fisico mozzafiato, la vita di entrambe prende una piega completamente diversa.

## Personaggi
Shizuku Ninose (二ノ瀬 しずく?, Ninoze Shizuku)
La protagonista della serie, una studentessa del primo anno di liceo. Vive da sola e si mantiene disegnando all'insaputa di tutti manga per adulti sotto lo pseudonimo di "Bakunyu ☆ Momitaro" (爆乳☆揉太郎?, Bakunyū Momitarō). Quando incontra per la prima volta la curatrice assegnata al suo manga, per fingere che Momitaro sia venticinquenne chiede a un'amica più grande di impersonarla, mentre lei stessa si presenta come la sorella minore che va alle elementari.
Ha qualche problema a comunicare con gli altri e inizialmente non ha amici, anche perché passa la maggior parte del tempo a disegnare manga. È un po' deviata di carattere.
Suo padre è sparito dopo essere stato costretto ad accollarsi il debito di un suo amico, ma non ha mai smesso di scriverle.
All'inizio del manga, Shizuku chiede l'aiuto di Kokona con il pretesto di volerla usare come modella per il suo romanzo d'amore puro. Pur essendo felice che Kokona la consideri sua amica, non riesce ad ammettere di ricambiare e continua a ripetersi che per lei non è altro che "materiale di riferimento".
Kokona Shirakawa (白川 心菜?, Shirakawa Kokona)
La coprotagonista, una compagna di classe di Shizuku dal corpo prosperoso. Ha la fama di essere la ragazza più lasciva della scuola, ma solo perché è stata vista in compagnia di suo fratello, per cui nutre tanto affetto che è stato scambiato per il suo ragazzo. In realtà, non ha alcuna esperienza o tolleranza mentale in materia di sesso.
Fin dall'inizio, Kokona si affeziona molto a Shizuku, e gradualmente il loro rapporto di amicizia si evolve in qualcosa di più.
Karin Miyake (三宅 花梨?, Miyake Karin)
Una compagna di classe di Shizuku. È una gyaru che, dopo aver preso le distanze dal cartone animato di cui era appassionata per non apparire infantile, ha iniziato a ostentare arie da sgualdrina navigata, pur essendo in realtà completamente inesperta in proposito.
Ritenendo (a torto) che Shizuku abbia invece molta esperienza, la considera una sua mentore.
Kotone Iwakura (岩倉 琴音?, Iwakura Kotone)
Una compagna di classe di Shizuku. All'apparenza una studentessa modello, essendo sia rappresentante di classe sia un membro del comitato di morale pubblica, è in realtà un'impenitente onanista da svariati anni.
Shizuku l'ha convinta a chiudere un occhio sui suoi ritardi a scuola prestandole giocattoli sessuali che aveva ricevuto dalla propria curatrice di redazione come materiali di riferimento.
Hazuki Sayama (茶山 葉月?, Sayama Hazuki)
La giovane e neoassunta insegnante di giapponese classico di Shizuku e compagne. Non ha mai smesso di autodefinirsi una "liceale attiva" fin dal suo debutto come cosplayer con lo pseudonimo "HADUKI☆".
Da quando Shizuku ha scoperto per caso la sua identità di cosplayer, ha finito per essere trascinata a sua volta nel mondo del cosplay.
Maya Ichijouji (一条寺 まゆ?, Ichijouji Maya)
Una compagna di classe di Shizuku dalla corporatura minuta.
Fa parte del club di ricerca sui manga. Pur essendo a conoscenza del fatto che Shizuku è un'autrice di manga, crede erroneamente che disegni "ecchi per tutte le età".
Kanon Miyake (三宅 花音?, Miyake Kanon)
La sorella minore di Karin, una studentessa di sesta elementare. Adora Kotone, e la foto incorniciata delle regole della scuola e il codice completo delle leggi nella sua stanza dimostrano quanto ne abbia subito l'influenza.
Hibiki Arashiyama (嵐山 響?, Arashiyama Hibiki)
La curatrice di "Bakunyu ☆ Momitaro". Sebbene sembri pura e innocente, non si fa problemi a usare linguaggio osceno davanti a Shizuku, malgrado questa stia fingendo di essere una bambina delle elementari.
Yukari Kinohara (木野原 ゆかり?, Kinohara Yukari)
Membro del club di allevamento. Ha vissuto in campagna fino alle medie, e adora gli animali. Sebbene diffidi della gente di città, è affezionata a Kokona e la chiama "Hanako", come la mucca della sua fattoria.
Tamaki Kibune (貴船 環?, Kibune Tamaki)
Una studentessa della classe 3-1. Fa parte del club di ricerca sui manga. È una fan di "Bakunyu ☆ Momitaro", e sa che si tratta di Shizuku.
Mizuna Shirakawa (白川 瑞菜?, Shirakawa Mizuna)
La madre di Kokona. In passato è stata una idol con lo pseudonimo di Mizuna Matsugasaki (松ヶ崎 瑞菜?, Matsugasaki Mizuna). Il suo aspetto è così giovanile che le amiche di sua figlia la scambiano per lei, e riesce addirittura a fingersi sua sorella minore presso a Shizuku e a Kokona stessa (anche se viene presto smascherata).

## Manga
Il manga, serializzato in Giappone sulla rivista Comic Cune a partire dal 27 aprile 2018, è stato pubblicato in formato tankōbon nella collana MFC Cune Series di Kadokawa dal novembre dello stesso anno, con cadenza approssimativamente annuale.

### Capitoli
Le traduzioni in italiano dei titoli di capitolo non sono ufficiali.